# Bulgaria en la Copa Mundial de Fútbol de 1970
Bulgaria es una de las 16 selecciones participantes en la Copa Mundial de Fútbol de México 1970, la que es su tercera participación consecutiva en un mundial.

## Clasificación

### Grupo 8
| Pos. | País         | Pts | J | G | E | P | GF | GC | GD  |
| ---- | ------------ | --- | - | - | - | - | -- | -- | --- |
| 1    | Bulgaria     | 9   | 6 | 4 | 1 | 1 | 12 | 7  | +5  |
| 2    | Polonia      | 8   | 6 | 4 | 0 | 2 | 19 | 8  | +11 |
| 3    | Países Bajos | 7   | 6 | 3 | 1 | 2 | 9  | 5  | +4  |
| 4    | Luxemburgo   | 0   | 6 | 0 | 0 | 6 | 4  | 24 | −20 |

| 27-10-1968 | Bulgaria                         | 2–0     | Países Bajos | Sofia, Bulgaria      |                      |
|            | Bonev 45' (pen.) · Asparuhov 65' | Reporte |              | Árbitro(s): Anderson | Árbitro(s): Anderson |

| 23-4-1969 | Bulgaria                 | 2–1     | Luxemburgo         | Sofia, Bulgaria     |                     |
|           | Asparuhov 31' 49' (pen.) | Reporte | Léonard 50' (pen.) | Árbitro(s): Babaçan | Árbitro(s): Babaçan |

| 15-6-1969 | Bulgaria                                                    | 4–1     | Polonia   | Sofia, Bulgaria      |                      |
|           | Bonev 24' · Dermendzhiev 25' · D. Penev 72' · Asparuhov 88' | Reporte | Deyna 27' | Árbitro(s): Biróczky | Árbitro(s): Biróczky |

| 22-10-1969 | Países Bajos | 1–1     | Bulgaria  | Rotterdam, Países Bajos |                        |
|            | Veenstra 35' | Reporte | Bonev 58' | Árbitro(s): Michaelsen  | Árbitro(s): Michaelsen |

| 9-11-1969 | Polonia                     | 3–0     | Bulgaria | Warsaw, Polonia       |                       |
|           | Jarosik 18' 68' · Deyna 75' | Reporte |          | Árbitro(s): Rădulescu | Árbitro(s): Rădulescu |

| 7-12-1969 | Luxemburgo         | 1–3     | Bulgaria                                   | Luxembourg, Luxemburgo |                   |
|           | Philipp 58' (pen.) | Reporte | Dermendzhiev 35' · Yakimov 37' · Bonev 83' | Árbitro(s): Jones      | Árbitro(s): Jones |

## Jugadores
Estos son los 22 jugadores convocados para el torneo:

## Resultados
Bulgaria fue eliminada en el grupo 4.
| País             | J | G | E | P | GF | GC | GD | PTS |
| ---------------- | - | - | - | - | -- | -- | -- | --- |
| Alemania Federal | 3 | 3 | 0 | 0 | 10 | 4  | +6 | 6   |
| Perú             | 3 | 2 | 0 | 1 | 7  | 5  | +2 | 4   |
| Bulgaria         | 3 | 0 | 1 | 2 | 5  | 9  | −4 | 1   |
| Marruecos        | 3 | 0 | 1 | 2 | 2  | 6  | −4 | 1   |

| 2 de junio de 1970 | Perú                                        | 3–2     | Bulgaria                     | Estadio Nou Camp, León                                        |                                                               |
|                    | Gallardo 50' · Chumpitaz 55' · Cubillas 73' | Reporte | Dermendzhiev 13' · Bonev 49' | Asistencia: 13,765 espectadores Árbitro(s): Antonio Sbardella | Asistencia: 13,765 espectadores Árbitro(s): Antonio Sbardella |

| 7 de junio de 1970 | Alemania Federal                                    | 5–2     | Bulgaria                  | Estadio Nou Camp, León                                                   |                                                                          |
|                    | Libuda 20' · Müller 27' 52' (pen.) 88' · Seeler 70' | Reporte | Nikodimov 12' · Kolev 89' | Asistencia: 12,710 espectadores Árbitro(s): José María Ortiz de Mendíbil | Asistencia: 12,710 espectadores Árbitro(s): José María Ortiz de Mendíbil |

| 11 de junio de 1970 | Bulgaria    | 1–1     | Marruecos     | Estadio Nou Camp, León               |                                      |
|                     | Zhechev 40' | Reporte | Ghazouani 61' | Árbitro(s): Antonio Ribeiro Saldanha | Árbitro(s): Antonio Ribeiro Saldanha |